# Siomaky (obwód wołyński)
Siomaky (ukr. Сьомаки, pol. hist. Siedmiarki) – wieś na Ukrainie w rejonie łuckim, obwodu wołyńskiego, w 2001 r. liczyła 416 mieszkańców.

## Historia
Przynależność administracyjna przed 1939 r.: Siedmiarki (gmina Czaruków, powiat łucki, województwo wołyńskie).